# Ogi (illa)
Ogi (男木島, Ogi-jima u Ogi-shima), sovint romanitzat com a Ogijima és una illa de la prefectura de Kagawa i pertanyent al terme municipal de Takamatsu localitzada a la mar interior de Seto. L'illa, pertanyent al municipi de Takamatsu, a l'illa de Shikoku, té un petit i únic nucli habitat per poc més de 100 persones que és la vila d'Ogi (男木町, Ogichō) i des de fa un temps ha estat escenari actiu de la Triennal de Setouchi, que ha portat l'art modern per tota l'illa.

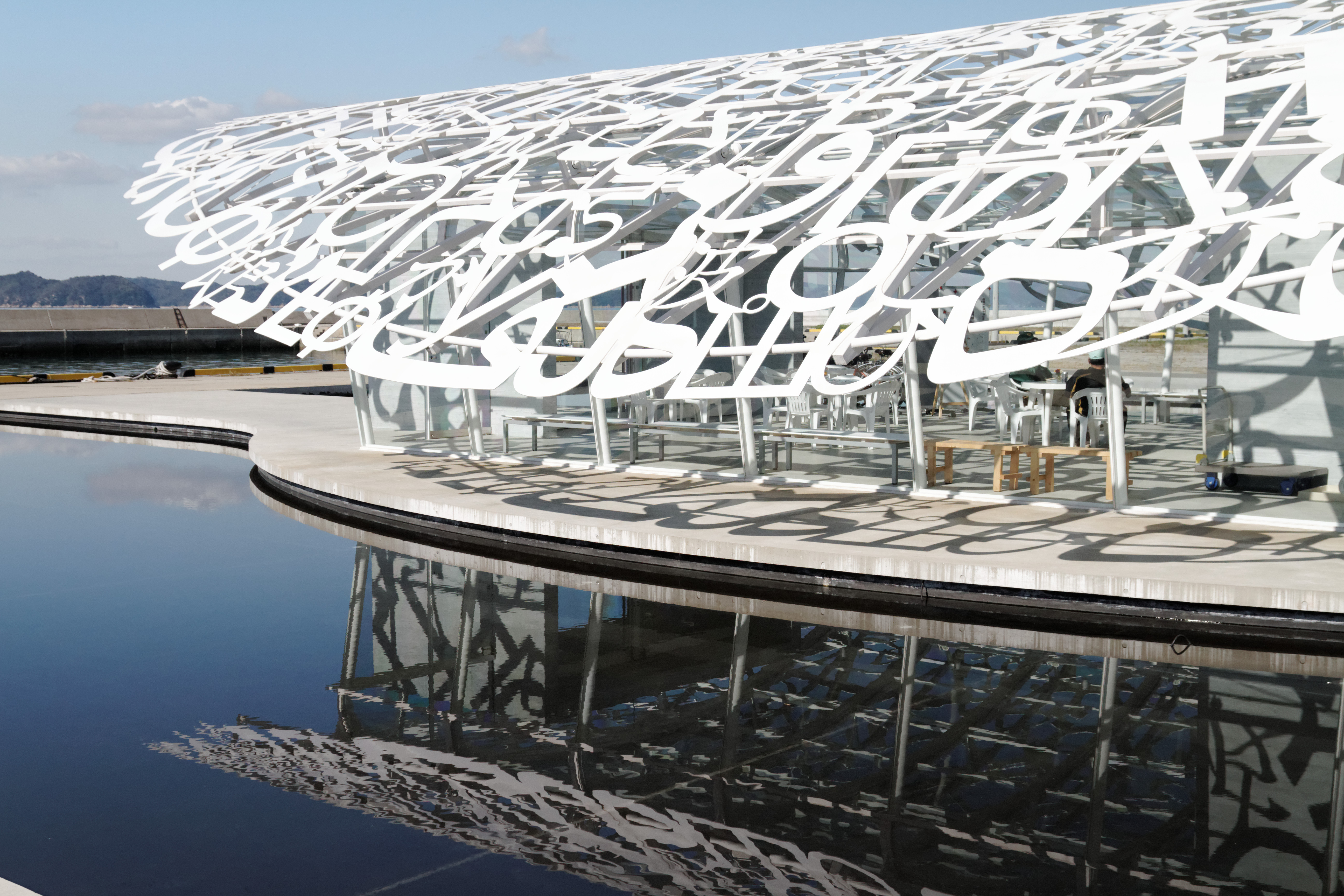
Ogijima's Soul, Jaume Plensa

L'illa és coneguda també pel seu far marítim de granit construït en estil occidental a finals del segle XIX i que ha esdevingut una atracció turística. La novel·la Battle Royale, de l'escriptor Koushun Takami, s'inspira en aquesta illa per al seu escenari d'acció. Dins del marc de la Triennal de Setouchi, a l'illa s'hi pot trobar una obra de l'artista català Jaume Plensa titulada "l'ànima d'Ogijima" (Ogijima's Soul). La geografia de l'illa és molt esquerpa, existint una petita zona plana a les costes. L'illa abasta vora uns dos quilòmetres de llarg i menys d'un quilòmetre d'amplada.